# Crofton (Kentucky)
Crofton – miasto w Stanach Zjednoczonych, w stanie Kentucky, w hrabstwie Christian.